# МЭК 62196
МЭК 62196 (IEC 62196) — международный стандарт для ряда типов разъёмов электромобилей и режимов зарядки, поддерживаемый Международной электротехнической комиссией (МЭК). Стандарт действителен в Российской Федерации как ГОСТ МЭК 62196. Он состоит из четырёх частей, которые были приняты одна за другой
(ГОСТ МЭК 62196-1,
ГОСТ МЭК 62196-2,
ГОСТ МЭК 62196-3,
ГОСТ IEC 62196-4).
В стандарте используется определение МЭК 61851 для сигнального контакта, который переключает зарядный ток — зарядная станция остаётся без напряжения до тех пор, пока не будет подключён электромобиль. Во время процесса зарядки автомобиль не может быть введён в эксплуатацию.
Помимо трёхфазных вилок по стандарту МЭК 60309, были также разработаны режимы зарядки для разъёма SAE-J1772, используемого в Северной Америке (разработка Yazaki), для разъёма CHAdeMO, используемого в Японии и для разъёма Mennekes (VDE- AR-E 2623-2-2), принятого в Европе.

## Режим зарядки
МЭК 62196-1 относится к вилкам, розеткам, соединителям и соединительным кабелям для электромобилей, используемым для проводных систем зарядки. Он указан для следующего диапазона:
- максимум 690 В переменного напряжения, частотой 50—60 Гц, номинальным током до 250 А;
- максимум 600 В постоянного напряжения, с номинальным током до 400 А.

Режимы зарядки основаны на спецификациях МЭК 61851-1:
- МЭК 61851-1 «Mode 1» (Режим 1) — медленная зарядка от бытовых розеток с защитным контактом
- МЭК 61851-1 «Mode 2» (Режим 2) — зарядка от одной до трёх фаз по кодированному сигналу на стороне вилки
- МЭК 61851-1 «Mode 3» (Режим 3) — зарядка с помощью специальных систем зарядки электромобилей с пилотным и контрольным контактами
- МЭК 61851-1 «Mode 4» (Режим 4) — быстрая зарядка, управляемая внешним зарядным устройством

### Режим 1
Режимы зарядки 1 предназначены для однофазного или трёхфазного переменного тока силой до 16 А. Кабель включает в себя фазу/фазы, нейтраль и защитное заземление. Пилотный контакт для включения процесса зарядки здесь не является абсолютно необходимым. Вилки и кабели, рассчитанные на силу тока до 16 А, не имеют маркировки, а максимальные значения тока указаны на самих устройствах. Использование промышленных вилок IEC 60309 не является обязательным; можно использовать более простые системы вилок, например с защитным контактом.

### Режим 2
Режимы зарядки 2 предназначены для тока устройства до 32 А, обычно встречающегося как в однофазной, так и в трёхфазной конфигурации. Передача сигнала на автомобиль ограничена фиксированными значениями; пилотный контакт отключения зарядки можно шунтировать, подключив его. Промышленные вилки согласно МЭК 60309 обеспечивают допустимую токовую нагрузку на стороне сети за счёт размера корпуса; об этом сигнализируют различные адаптеры подключения на 16 А или 32 А в вилке со стороны автомобиля. Также можно использовать другие промышленные вилки номиналом 32 А и выше. При подключении к бытовой розетке с защитным контактом в кабеле требуется ICCB для обеспечения высокой эффективности зарядки, что обеспечивает передачу сигналов класса 2 на автомобиль.

### Режим 3
Режимы зарядки 3 предназначены для быстрой зарядки током до 250 А. Можно использовать простые вилки с пилотными контактами класса 2, но ограничивайте зарядный ток до 32 А. Для более высоких зарядных токов необходимо выбрать подходящий режим зарядки. Ссылка на стандарт МЭК 60309 учитывает физические параметры соответствующей системы зарядки до 250 А, такие как диаметры кабеля и диаметры контактов вилки. Максимально допустимый зарядный ток или наличие цифровой связи кодируется с помощью широтно-импульсной модуляции. Последнее составляет основу контролируемой зарядки электромобилей с целью целенаправленного воздействия на процесс зарядки.

### Режим 4
Режимы зарядки 4 предназначены для быстрой зарядки постоянным током до 400 А. Соответствующая сигнализация позволяет неподходящим зарядным вилкам оставаться обесточенными.

## Типы разъёмов
В стандартной части МЭК 62196-1 указаны типы вилок (разъёмов) согласно МЭК 60309. Они также широко используются в качестве зарядных вилок для электромобилей, а следующие системы зарядных вилок были созданы специально для использования в автомобилях. Предпринимаются усилия по подключению управления аккумуляторами транспортных средств к Smart Grid поставщиков энергии.
Стандартная часть МЭК 62196-2 описывает типы вилок (разъёмов) для подключения к переменному току. Следующие типы включены в список:
- МЭК 62196-2 «Тип 1» — single phase vehicle coupler — однофазный автомобильный разъём — соответствует спецификации SAE J1772/2009
- МЭК 62196-2 «Тип 2» — single and three phase vehicle coupler — одно- и трёхфазный автомобильный разъём — соответствует спецификации VDE-AR-E 2623-2-2
- МЭК 62196-2 «Тип 3» — single and three phase vehicle coupler with shutters — одно- и трёхфазный автомобильный соединитель с затвором — в соответствии с предложениями EV Plug Alliance

### Тип 1: SAE J1772-2009

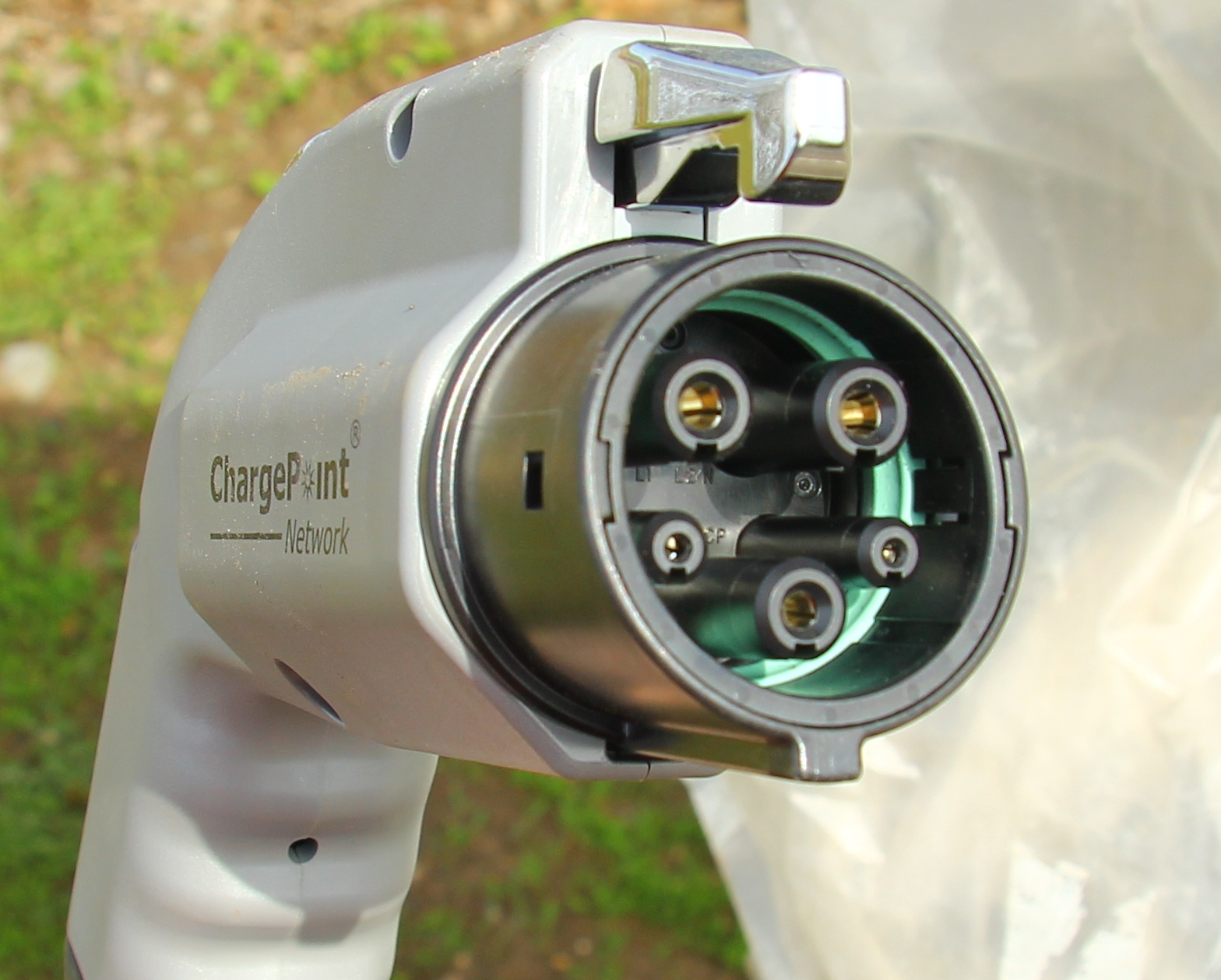
Разъём тип 1 SAE-J1772-2009

В 2001 году Североамериканский комитет по международным стандартам SAE принял стандарт проводной системы зарядки для электромобилей, соответствующий требованиям калифорнийского агентства по защите выбросов CARB. Разъём для зарядки SAE J1772-2001 был прямоугольным и основан на конструкции Avcon. В 2009 году была принята пересмотренная версия стандарта, включающая новый тип разъёма, основанный на конструкции Язаки, который теперь стал круглым. Эта вилка для зарядки SAE J1772-2009 включена в стандарт IEC 62196-2 как Тип 1. Тип вилки имеет пять штекерных контактов, а именно два контакта однофазного переменного тока, один заземляющий и два сигнальных контакта, которые совместимы с МЭК 61851-2001/SAE J1772-2001.

### Тип 2: EN 62196-2 (VDE-AR-E 2623-2-2)

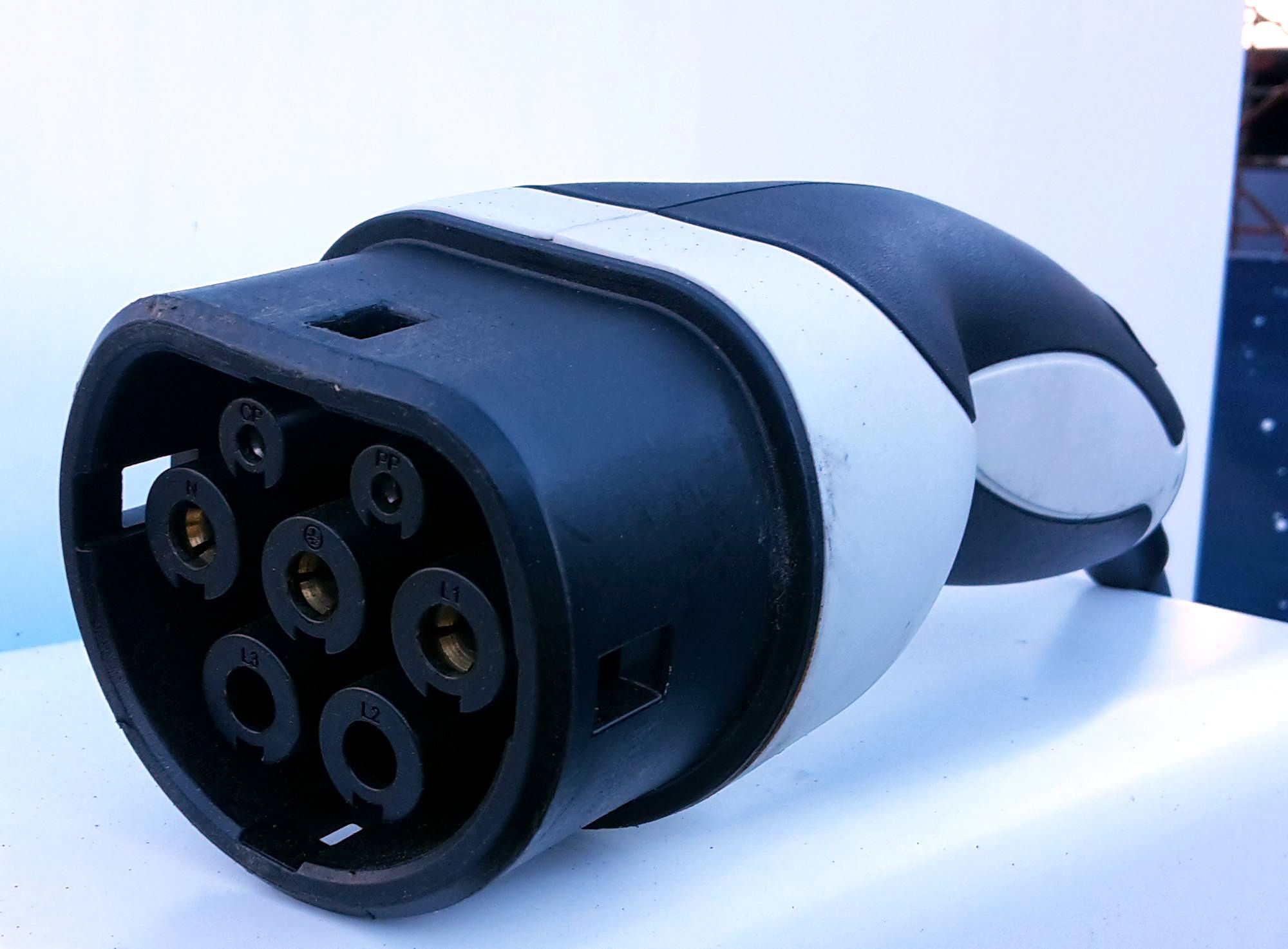
Разъём тип 2 от Mennekes

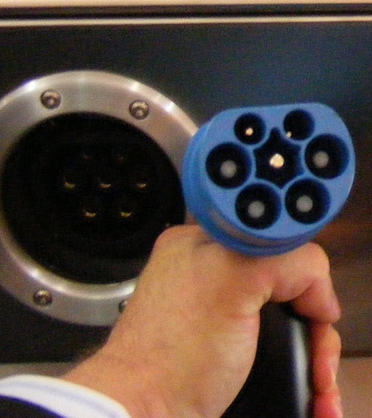
Разъём тип 2 и розетка зарядной станции

Производитель штекерных систем Mennekes разработал модификацию своих трёхфазных штекерных соединений CEEplus в соответствии с требованиями RWE и Daimler. Компания Mennekes подвела итоги состояния систем зарядки электромобилей на начало 2009 года и представила свою подключаемую систему зарядки. Этот тип разъёма был предложен для включения в следующую часть 2 настоящего стандарта. Предложение основано на наблюдении, что трёхфазные вилки согласно МЭК 60309 очень громоздки для больших токов (диаметр от 68 мм/16 А до 83 мм/125 А). Для удобства обращения потребителями вилки сделали меньшими (диаметр 55 мм) и сплюснутыми с одной стороны (механическая защита от переполюсовки).
Поскольку стандартизация в МЭК — длительный процесс, DKE/VDE (Немецкая комиссия по электротехнике, электронике и информационным технологиям) временно взяла на себя задачу стандартизации деталей системы зарядки. Предварительный стандарт включал стандартную вилку VDE для зарядных станций и был опубликован в ноябре 2009 года в VDE-AR-E 2623-2-2. В отличие от трёхфазных вилок, зарядная вилка Mennekes имеет корпус только одного диаметра для всех поддерживаемых режимов зарядки: от однофазного 16 А до трёхфазного 63 А (эквивалентно от 3,7 до 43,5 кВт), но не охватывает весь диапазон режимов зарядки класса 3 согласно МЭК 62196.
Немецкий стандарт VDE-AR-E 2623-2-2 теперь включён в международный стандарт МЭК и заменена EN 62196-2:2012-11. В ходе подготовки к этому стандарту DKE/VDE тесно сотрудничала с МЭК и CENELEC над общим процессом зарядки электромобилей. В июне 2010 года ETSI и CEN-CENELEC было поручено разработать европейский стандарт для точек зарядки электромобилей. Тем временем компания Peugeot раскритиковала стандартную вилку Mennekes для зарядных станций как слишком дорогую по сравнению с обычными вилками МЭК 60309. Во время полевых испытаний во Франции и Великобритании также использовались уже широко распространённые кемпинговые вилки (синие CEE, 230 В, 16 А).
В марте 2011 года ACEA рекомендовала использовать тип 2, режим 3 во втором документе; с 2017 года он должен использоваться как единое решение в ЕС, а также использоваться для зарядки постоянным током в виде вилки Combo2. Европейская комиссия последовала этому лоббированию и в январе 2013 года установила Тип 2 для внедрения в качестве общего стандарта в Европе, чтобы положить конец прежней неопределённости. Единый стандарт для зарядных станций в Европе был введён в 2015 году. Поскольку в некоторых странах для электрических соединений требуется механическая защита контактов («затвор»), предлагается дополнительное расширение на основе немецко-итальянского компромиссного предложения от мая 2013 года.

### Тип 3: EV Plug Alliance
28 марта 2010 года был основан консорциум «EV Plug Alliance» под руководством французских (Schneider Electric, Legrand) и итальянских (Scame) компаний. Предложенная зарядная вилка была основана на опыте использования зарядных вилок Scame, которые уже использовались для легковых автомобилей (особенно для электронных велосипедов). Входящий в комплект тип 3A во многом соответствует вилке scame, а тип 3C был расширен за счёт включения дополнительных контактов вилки, позволяющих заряжать трёхфазным током. В отличие от Типа 2 указана максимальная сила тока 32 А, с другой стороны, добавлена расширенная защита от прикосновения в виде механических шторок для предотвращения прямого контакта с токоведущими контактами. Из-за своего происхождения эту вилку также называли Scame Type 3.
31 мая 2010 года к «EV Plug Alliance» присоединились и другие производители, в том числе Gimelec, Gewiss, Marechal Electric, Radiall, Vimar, Weidmüller France и Yazaki Europe.
В заявлении Европейской ассоциации производителей автомобилей ACEA в июне 2010 года было ясно указано, что она исключила тип 1 из-за отсутствия трёхфазных контактов, но отдала предпочтение типу 2 при выборе между типом 2 и типом 3. Защита от прикосновения в режиме 3, предназначенном для общественных зарядных станций, присутствует, поскольку силовые контакты обесточены при отсутствии сигнала PC, и ожидается, что затвор (шторки) представляет собой лишь дополнительный источник ошибок. Франция остановила свой выбор на типе 3 в отношении затвора, после чего в октябре 2012 года Mennekes представил дополнительное решение (с затвором) для своей вилки типа 2, отметив, что другие страны, где требуются затвор для безопасности детей в бытовых розетках, по-прежнему делают это, устанавливая зарядные станции на тип 2. (Швеция, Финляндия, Испания, Италия, Великобритания). В ноябре 2012 года Европейская комиссия подтвердила необходимость создания единой европейской инфраструктуры зарядки и объявила, что в течение 2013 года она примет правовое регулирование в случае сбоя рынка. Это произошло в январе 2013 года, когда был определён тип 2. На слушаниях в комитете TRAN в июне 2013 года Альянс EV Plug Alliance призвал включить вариант типа 2 с затвором в будущие правила (тем самым разъём Mennekes plug вариант реализации требований МЭК типа 3). Предложение Mennekes относительно затвора было рассмотрено итальянской CEI (страной, где требуется механическая защита) и было предложено немецкими и итальянскими партнёрами в мае 2013 года для включения в стандарт CENELEC для зарядных вилок.
Альянс EV Plug Alliance снова появился на слушаниях в июне 2013 года. Сайт не обслуживался, а 22 октября 2014 г. появилось уведомление о прекращении работы. В связи с решением на уровне ЕС по типу 2, новые проекты во Франции, начатые в 2015 году, требовали подключения типа 2 для получения финансирования. В октябре 2015 года было объявлено, что Schneider (член-основатель EV Plug Alliance) будет поставлять свои зарядные станции только с подключением типа 2S (тип 2 с затвором (Shutter)). В ноябре 2015 года было объявлено, что Renault поставляет во Францию свои автомобили с зарядным кабелем типа 2 вместо ранее входящего в комплект кабеля типа 3. Поэтому производство разъёма тип 3C компании EV Plug Alliance было окончательно прекращено. В конечном итоге регистрация домена была отменена весной 2016 года, что ознаменовало конец консорциума.

### Сигнальные контакты
Функция сигнальных контактов описана в SAE J1772:2001 и включена в МЭК 61851. Во всех типах вилок, указанных в МЭК 62196-2, используются два определённых здесь сигнальных контакта: контакт управления CP (англ. Control Pilot) и контакт наличия PP (англ. Proximity Pilot или англ. Plug Present) добавляются к обычным силовым контактам (фазы L1-L3, нейтральный провод N (англ. Neutral), защитное заземление PE (англ. Protective earth). Протокол позволяет обойтись без цифровой электроники (в отличие от CAN-шины в CHAdeMO и EnergyBus).
Общественная зарядная станция подаёт на контакт управления CP прямоугольный сигнал частотой 1 кГц с напряжением ±12 В, который через резистор и диод подаётся обратно на защитный провод PE на стороне электромобиля. Общественные зарядные станции, как правило, не имеют напряжения, когда цепь разомкнута, даже если стандарт допускает выходную мощность в соответствии с режимом 1 (максимум 16 А). Электромобиль может запросить прекращение зарядки через резистор — при сопротивлении 2700 Ом сообщается о транспортном средстве, совместимом с режимом 3 («обнаружено транспортное средство»), которое ещё не запрашивает зарядку. При 880 Ом автомобиль готов к зарядному току («готов»), а при 240 Ом требуется дополнительная вентиляция («с вентиляцией»). Зарядная станция сообщает транспортному средству максимальную выходную мощность посредством широтно-импульсной модуляции сигнала.
Контакт наличия PP сигнализирует о подключении зарядной станции к автомобилю и обеспечивает максимальную нагрузочную способность кабеля. Для этого между контактами PP и PE со стороны автомобиля устанавливается резистор. Кабели зарядки могут иметь соответствующую маркировку сопротивления.
| Сопротивление между CP-PE |             | 2700 Ω               | 880 Ω                | 240 Ω                |
| Режим зарядки             | A — standby | B — vehicle detected | C — ready (charging) | D — with ventilation |

| Сопротивление между PP-PE | 1500 Ω  | 680 Ω   | 220 Ω | 100 Ω  |
| Макс. ток зарядки         | 13 A    | 20 A    | 32 A  | 63 A   |
| Сечение провода           | 1,5 мм² | 2,5 мм² | 6 мм² | 16 мм² |

## МЭК 62196-3: Зарядка постоянным током
Части стандартов, принятых в 2010/11 году, охватывают только зарядку электромобилей переменным током. После его принятия началась разработка стандартной части МЭК 62196-3, который был опубликован в июне 2014 года.
Спецификация CHAdeMO с напряжением до 500 В и 125 А уже существовала в качестве стандарта, но основана на вилке постоянного тока JARI Level 3. Эта подключаемая система зарядки уже является стандартом де-факто на существующих зарядных станциях в Японии, а станции быстрой зарядки по CHAdeMo также установлены в Европе и Америке. Однако протокол сигнальных контактов основан не на МЭК 61851, а на CAN-шине, и вилка также считается очень громоздкой.
Рабочая группа SAE 1772 работала над предложением по зарядке постоянным током с 2010 года. Крупнейшие немецкие производители автомобилей внесли в процесс стандартизации предложение, согласно которому вилка типа 2 будет использоваться в качестве основы и снабжена расширением для зарядки постоянным током. Предусмотрена возможность передачи данных по CAN-шине или PLC BUS.
В конечном итоге американские и европейские производители высказались за единую систему разъёмов для зарядки: они предложили установить существующие вилки тип 1 и тип 2 в корпус большего размера, в котором за зарядку постоянным током отвечают два дополнительных контакта. Независимо от того, используется ли комбинированный тип 1 («Combo1» для краткости) или комбинированный тип 2 («Combo2» для краткости), контакты постоянного тока совместимы со штекерами. Во втором заключении ACEA в 2011 году разъём Combo2 был предложен как единый тип разъёма, устанавливаемого на автомобиле. Несколько производителей автомобилей (BMW, Daimler, Ford, General Motors и Volkswagen Group) согласились использовать систему разъёмов для зарядки, которая теперь называется «Комбинированная система зарядки» (Combined Charging System), в своих электромобилях с середины 2012 года.

### Комбинированная система зарядки

Разъём Combo2

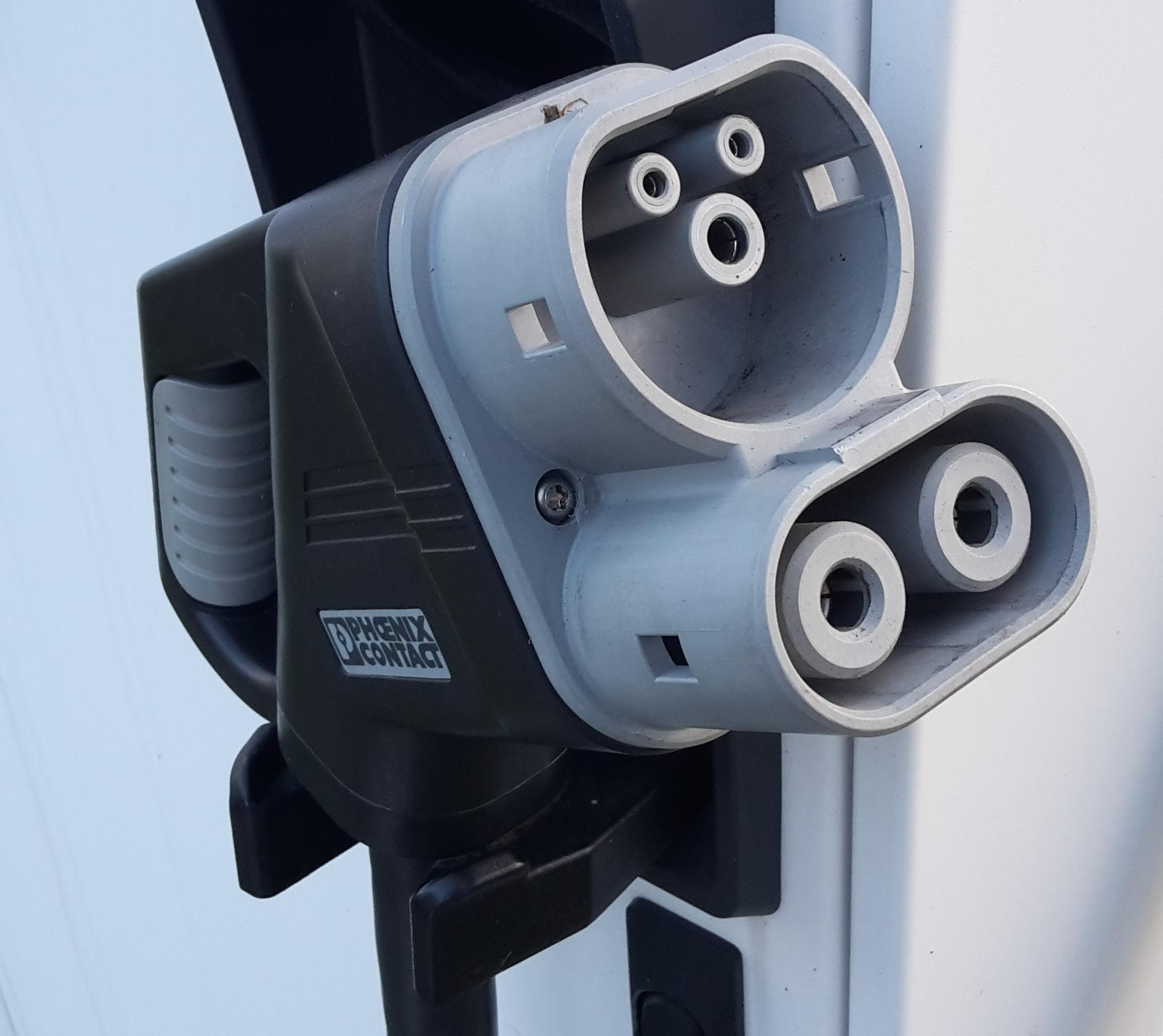
Разъём Combo2 только для зарядки постоянным током.

Комбинированная система зарядки, сокращённо CCS (англ. Combined Charging System), представляет собой систему разъёмов для зарядки электромобилей в соответствии со стандартом МЭК 62196 и поддерживает как зарядку переменным током (AC, англ. Alternating current), так и зарядку постоянным током (DC, англ. Direct current). Он был разработан Phoenix Contact в сотрудничестве с немецкими производителями автомобилей (Volkswagen AG|Volkswagen AG]], Daimler AG, BMW Group) и по существу состоит из боковой розетки автомобиля, так называемого входного разъёма, и двух вилок для зарядки переменного и постоянного тока. Он был представлен на 15-м Международном конгрессе VDI «Электроника в автомобилях» в Баден-Бадене в октябре 2011 года и был готов к использованию с середины 2013 года. Первая версия системы была представлена на международную стандартизацию по стандарту МЭК 62196-3 в январе 2011 года, вторая — в июне.
Благодаря универсальной системе подключения требуется только один зарядный интерфейс на боковой стороне автомобиля, чтобы обеспечить различные варианты зарядки, такие как зарядка переменным и постоянным током. Механический замок предотвращает несанкционированное извлечение до завершения процесса зарядки, что защищает как людей, так и автомобиль. Сигнальные контакты CP и PP обеспечивают связь между автомобилем и зарядной станцией и целенаправленно контролируют процесс зарядки. Благодаря большим контактам постоянного тока по сравнению с контактами для переменного тока возможны токи до 200 А, что означает возможность быстрой зарядки, например, на ходу. Благодаря рукоятке эргономичной формы и небольшому усилию при вставке и извлечении штекерное соединение можно легко вставлять/извлекать одной рукой. Стандартизированы до 125 А при номинальном напряжении до 850 В.
Комбинированная система зарядки конкурирует с проверенной системой быстрой зарядки постоянным током CHAdeMO, которая создана в Японии и США, а также внедрена в Европе.
В Северной Америке Supercharger, выпускаемые производителем автомобилей Tesla, используют модифицированную вилку типа 2 для зарядки постоянным током без двух дополнительных контактов вилки CCS.
|                 | CCS 1.0                     | CCS 2.0                     |
| --------------- | --------------------------- | --------------------------- |
| Год             | 2013                        | 2016                        |
| Напряжение      | Макс. 500 В                 | 200 – 1000 В                |
| Сила тока       | Макс. 400 А                 | Макс. 500 А                 |
| Мощность        | Макс. 200 кВт               | Макс. 500 кВт               |
| Тип подключения | Комбо 1 или 2 (МЭК 62196-3) | Комбо 1 или 2 (МЭК 62196-3) |